# 本多新也
本多 新也（ほんだ しんや、1971年8月15日 - ）は、日本の俳優、声優。兵庫県出身。円企画所属。

## 略歴
1998年より円・演劇研究所に入所し、2000年に演劇集団 円会員に昇格。

## 人物
特技にはバレーボールを挙げている。

## 出演

### 俳優業

#### テレビドラマ
- 愛人の掟・あなたに逢いたくて（2000年、テレビ朝日）
- 李香蘭（2007年、テレビ東京） - 辻久一 役[5]
- MR.BRAIN（2009年、TBS）
- 釣り刑事6（2015年、TBS）
- 共犯 元刑事 永井耕作の誘拐捜査（2016年、テレビ東京）
- 刑事7人（2018年、テレビ朝日）
- NHKスペシャル シリーズ 大江戸 第2集 驚異（2018年、NHK）
- マイダイアリー 第4話・第5話（2024年11月17日・24日、朝日放送テレビ・テレビ朝日系） - 常青大学教授 役[6]
- プライベートバンカー 最終回（2025年3月6日、テレビ朝日） - 記者 役[7]

#### 映画
- 愛の流刑地（2007年）
- 母べえ（2008年）[8]
- 遺体 明日への十日間（2013年）
- とうちゃん（2025年）[9]

#### 舞台
- 永遠-PART 1.彼女
- 永遠-PART 2.彼女と彼（紀伊國屋サザンシアター）
- シラノ・ド・ベルジュラック（世田谷パブリックシアター）
- 長州幕末青春譜 百年一瞬
- イリュージョンコミック
- ポンコツ車のレディ（ル・テアトル銀座）
- マルフィ侯爵夫人
- 天翔ける獅子〜義経と弁慶〜（新宿コマ劇場）
- リチャード三世
- あいにゆくから
- 鏡花万華鏡 風流線
- オセロー（海外公演）
- マクベス
- オリュウノオバ物語
- ファウスト
- ロミオとジュリエット（せんがわ劇場） - マキューシオ 役
- 雪の女王（せんがわ劇場）
- 魔女とたまごとお月様（2012年）
- paper place（2017年、SPACE 雑遊）
- アトレウス（2017年、吉祥寺シアター）
- 17 seventeen（SPACE 雑遊）
- かっぽれ!FINAL（2017年、風姿花伝）
- グレンギャリー・グレンロス（2023年、俳優座劇場）[10]
- L.G.が目覚めた夜（2024年、シアターΧ）[11]

### 声優業
太字はメインキャラクター。

#### テレビアニメ
2015年
- 山賊の娘ローニャ（ボルカ山賊）

2017年
- 将国のアルタイル（帝国兵士）
- キラキラ☆プリキュアアラモード（社長）
- 銀魂.（守護霊B）

2018年
- バジリスク 〜桜花忍法帖〜（家臣）
- おしりたんてい（大吉）
- DOUBLE DECKER! ダグ&キリル（487番）

2019年
- どろろ（村人、武士衆）
- かつて神だった獣たちへ（指揮官、村人A、住民A、猟師、中年の男 他）

2022年
- プラチナエンド（中海父、年配SP）

#### 劇場アニメ
- 夜明け告げるルーのうた（2017年、警備員）
- きみと、波にのれたら（2019年、茅ケ崎カフェのおじいさん）
- 機動戦士ガンダム 閃光のハサウェイ（2021年、運転手）

#### Webアニメ
- 機動戦士ガンダム サンダーボルト（2015年、アレン）
- TIGER & BUNNY 2（2022年、男性客）

#### ゲーム
- JUDGE EYES:死神の遺言（2018年、村瀬晃）
- DCスーパーヒーローガールズ ティーンパワー（2021年）

#### 吹き替え

##### 映画
- 007 カジノロワイヤル ※Amazonビデオ版
- ネイビーシールズ: チーム6
- オブリビオン（スカヴ3）
- ゴースト・エージェント/R.I.P.D.
- 47RONIN（密偵[12]）
- レフト・ビハインド（マーカス）
- メイズ・ランナー2: 砂漠の迷宮（ブロンディ〈アラン・テュディック〉）
- Merry Christmas! 〜ロンドンに奇跡を起こした男〜（フェジウィッグ）
- ホット・ボット（デラウエア〈ドナルド・フェイソン〉）
- 天才スピヴェット（テカムセ・E・スピヴェット〈カラム・キース・レニー〉）
- タイム・トゥ・ラン（ルーク・ヴォーン〈ジェフリー・ディーン・モーガン〉[13]）
- 思いやりのスス
- アウトロー・キング スコットランドの英雄 ※Netflix版
- オペレーション・フィナーレ
- ホテル・エルロワイヤル
- ホンモノの気持ち
- アポストル 復讐の掟
- Merry Christmas! 〜ロンドンに奇跡を起こした男〜（フェジウィッグ〈ジョン・ヘンショウ（英語版）〉）
- ファンタスティック・ビーストと黒い魔法使いの誕生（ポートキー売り[14]）
- アフター
- アド・アストラ（ドナルド〈ローレン・ディーン〉[15]）
- タイラー・レイク -命の奪還-

##### ドラマ
- WITHOUT A TRACE/FBI 失踪者を追え!
- Black Sails/ブラック・セイルズ（ジェームズ・フリント〈トビー・スティーブンス〉）
- キャッスルロック（英語版）
- Titans/タイタンズ（英語版）

##### アニメ
- あの夏のルカ（カードプレイヤー[16]）
- クロース
- スター・ウォーズ：テイルズ・オブ・ジェダイ（セマージ）
- モンスター・ホテル クルーズ船の恋は危険がいっぱい?!（ジキル博士[17]）
- ストレンジ・ワールド/もうひとつの世界（ダッフル[18]）

##### その他
- シェフのテーブル（英語版）